# فرودگاه اوسیک
 فرودگاه اوسیک (به انگلیسی: Osijek Airport) (به زبان بومی: Zračna luka Osijek/Klisa) یک فرودگاه همگانی با کد یاتا OSI است که یک باند فرود آسفالت دارد و طول باند آن ۲۵۰۰ متر است. این فرودگاه در شهر اوسییک کشور کرواسی قرار دارد و در ارتفاع ۸۹ متری از سطح دریا واقع شده است.

## شرکت‌های هواپیمایی و مقصدهای پروازی
| شرکت‌های هواپیمایی               | مقصدهای پروازی                        |
| ------------------------------- | ------------------------------------- |
| هواپیمایی کرواسی                | فصلی: دوبروونیک، اسپلیت               |
| یورو وینگز                      | فصلی: اشتوتگارت                       |
| ترید ایر اجرا توسط AIS Airlines | دوبروونیک، پولا، رییکا، اسپلیت، زاگرب |
| ویز ایر                         | بازل-مولوز-فرایبورگ اروپا             |